# Droga I/51 (Czechy)
Droga krajowa 51 (cz. Silnice I/51) – droga krajowa w południowo-wschodnich Czechach. Arteria łącząca drogę krajową nr 55 z dawnym przejściem granicznym ze Słowacją w całości przebiega przez miasto Hodonin i jest jedną z najkrótszych dróg krajowych w Czechach.